# Léon Serpollet

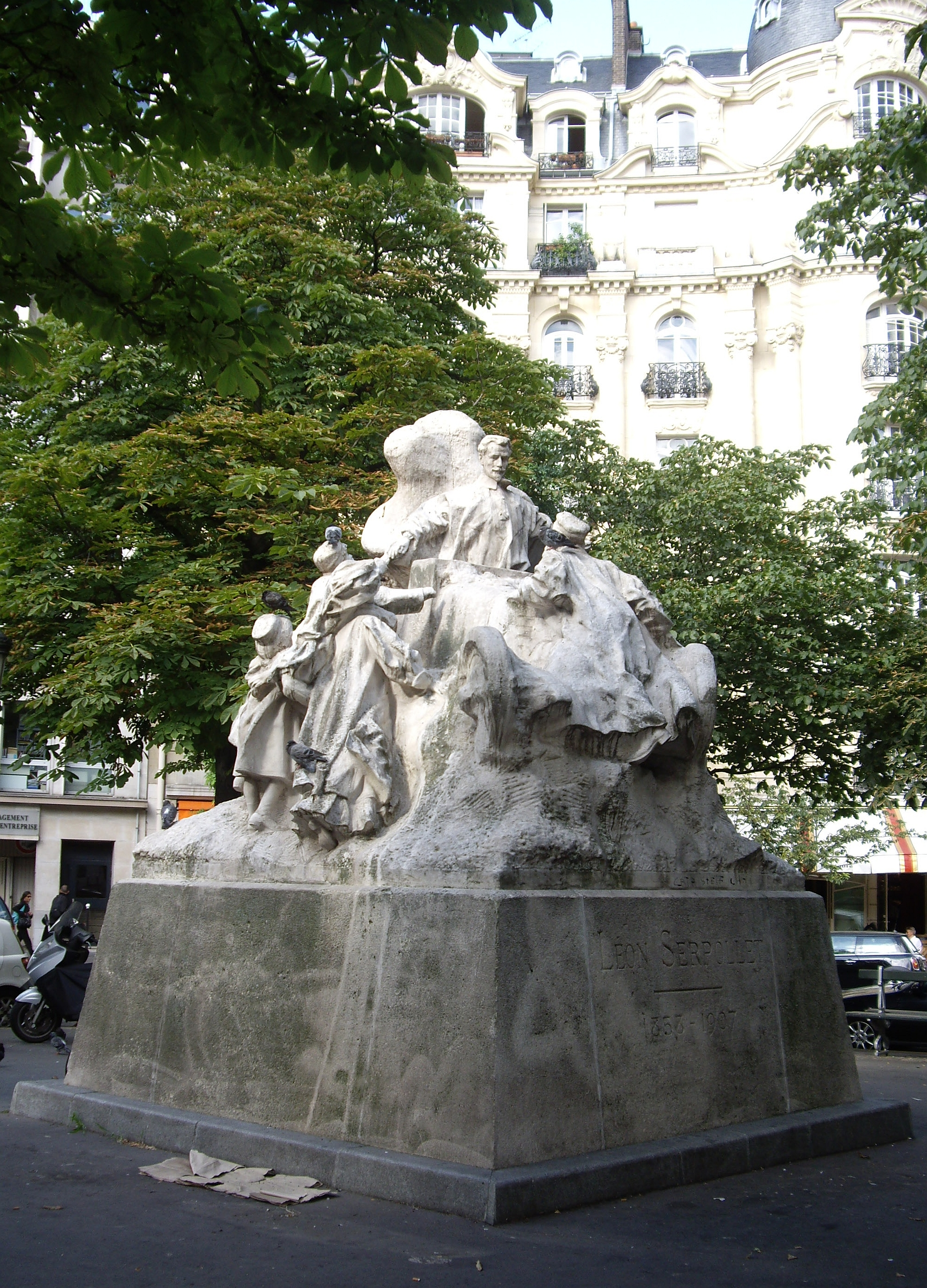
Statue monumentale de Léon Serpollet par Jean Boucher, inaugurée en 1911 au milieu de la place Saint-Ferdinand, Paris 17e.

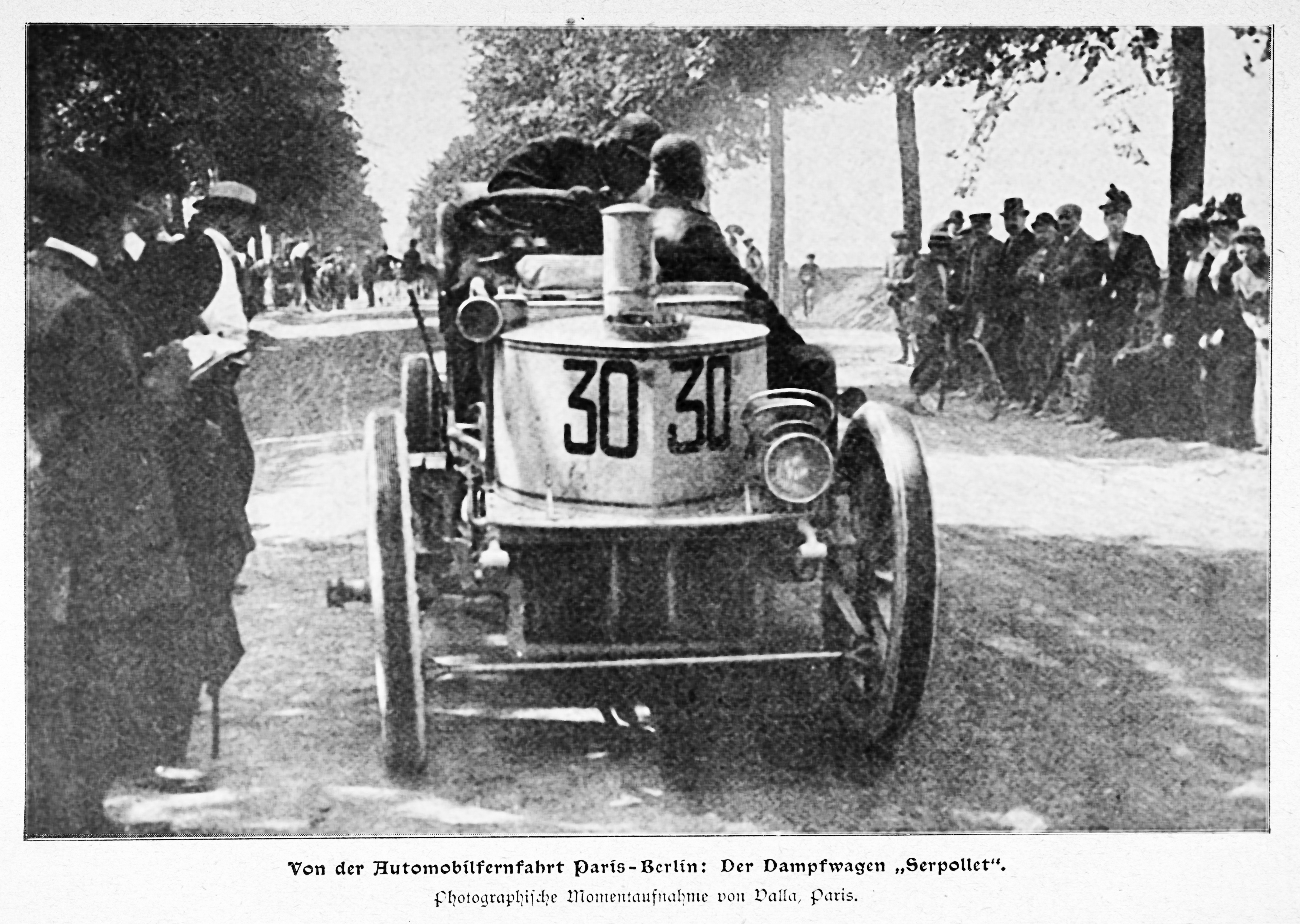
Léon Serpollet au Paris-Berlin 1901 (abandon).

Léon Serpollet vainqueur de sa troisième Coupe Rothschild avec son Torpilleur à Nice (1903).

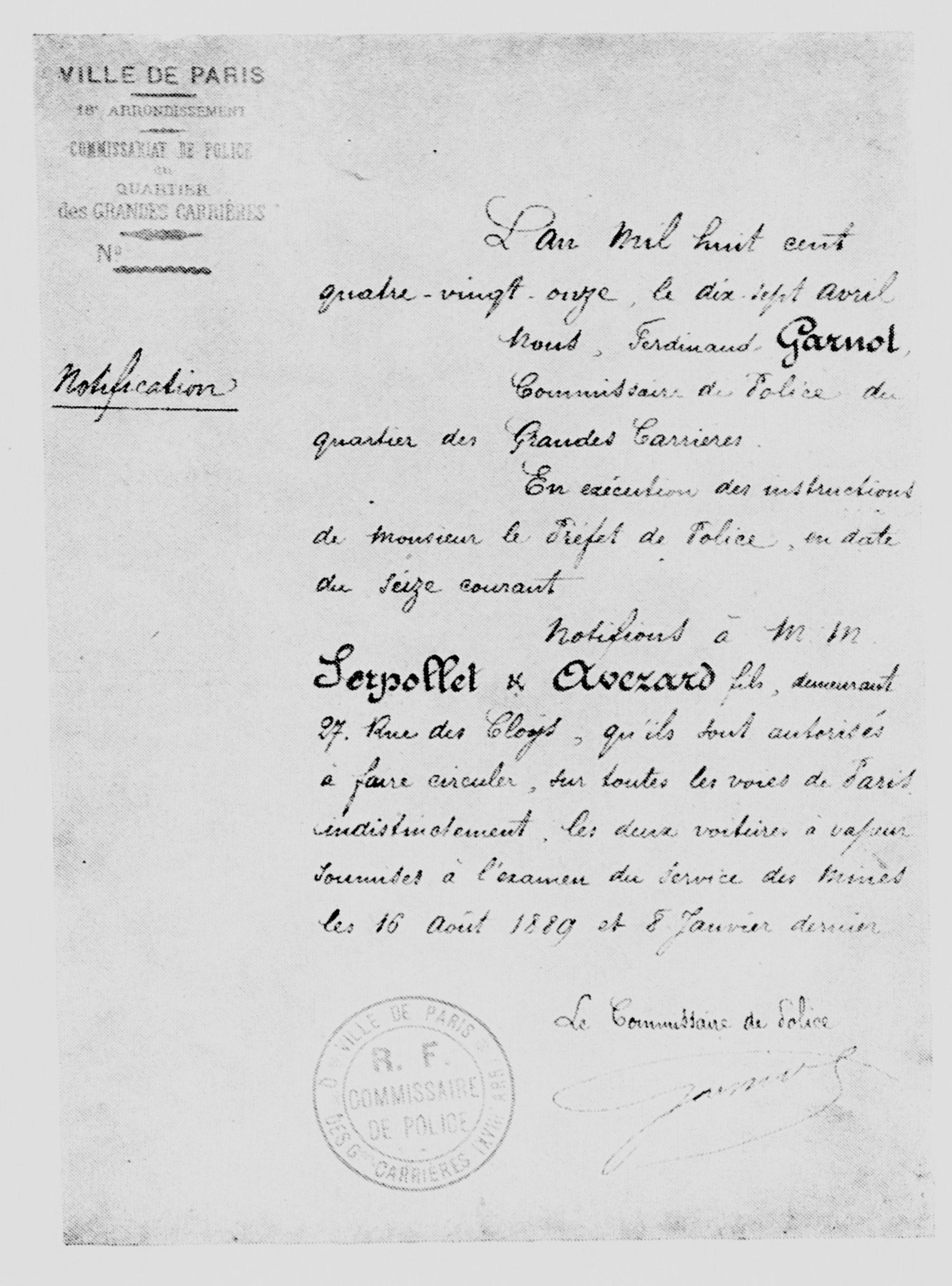
Autorisation de circuler délivrée le 17 avril 1891 à Paris.

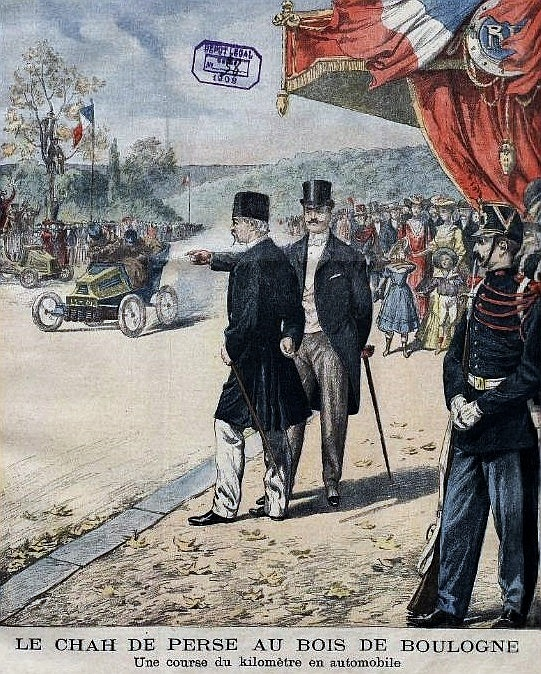
Le Chah de Perse Mozaffaredin Shah au bois de Boulogne pour la course du kilomètre (septembre 1902, vainqueur Serpollet).

Léon Serpollet, né le 4 octobre 1858 à Culoz (Ain) et mort le 11 février 1907 dans le 16e arrondissement de Paris, est un industriel français, pionnier de l'automobile, constructeur de la première automobile industrielle à vapeur et fondateur des industries « Serpollet frères et Cie » et Gardner-Serpollet.

## Vie et carrière
Issu d'un milieu de petits artisans menuisiers de l'Ain, il contribue dans les années 1880 à la mise au point du premier générateur à vaporisation instantanée, inventé par son frère aîné Henri (1848-1915) et breveté en 1881.
C'est à Léon que revient d'avoir trouvé, en la personne de l'industriel Larsonneau, un partenaire enthousiaste qui l'aide à créer en 1886 la Société des Moteurs « Serpollet frères et Cie » et à ouvrir des ateliers rue des Cloÿs à Paris, dans le 18e arrondissement.
Les premiers bénéfices permettent à Léon d'entreprendre la construction d'une automobile. Ce sera la première fois, en 1888, qu'un tel projet convainc des investisseurs : le tricycle à vapeur Serpollet est la première automobile industrielle, et les commandes sont nombreuses.
Le 17 avril 1891, Léon Serpollet et Avezard fils obtiennent un permis de circulation dans Paris, à condition de rouler à moins de 16 kilomètres à l'heure. Ce document peut être considéré comme le premier permis de conduire français, si ce n'est mondial (précurseur, Amédée Bollée avait obtenu en 1875 une autorisation du ministre des Travaux publics pour effectuer un trajet Le Mans-Paris ; il s'était cependant vu délivrer à cette occasion 75 procès-verbaux).
De nombreuses automotrices à vapeur, ancêtres des autorails, sont également propulsées par des moteurs à vapeur Serpollet, en collaboration avec Decauville et Buffaud-Robatel principalement.
En 1898, Léon Serpollet et Franck Gardner se rencontrent et s'associent en créant l'industrie d'automobiles à vapeur franco-américaine Gardner-Serpollet. Serpollet devient alors aussi Président du Moto-Club de France.
Louis Renault, alors enfant, rencontre Léon Serpollet et visite son atelier de la rue des Cloÿs à Paris. Le futur industriel bénéficie d'une promenade sur un véhicule de Léon Serpollet.
Un certain Armand Peugeot, constructeur de bicyclettes dans le Doubs, achète des moteurs Serpollet pour équiper le premier modèle de sa marque : Peugeot Type 1. Mais, comme d'autres constructeurs, il passe au tout nouveau moteur à combustion interne.
L'automobile à vapeur reste cependant en lice jusque peu avant la Première Guerre mondiale et se défend bien : c'est une Gardner-Serpollet, appelée l'Œuf de Pâques qui pulvérise de près de 15 km/h le Record de vitesse terrestre détenu depuis trois ans par Camille Jenatzy sur voiture électrique, entre les mains de Léon à 120,8 km/h, sur la promenade des Anglais de Nice un 13 avril 1902.
Léon Serpollet meurt en 1907, à l'âge de 48 ans, après avoir été nommé membre de l'Académie des sports au milieu des années 1900. Il est inhumé en grande pompe. Il ne connaît pas l'abandon de la vapeur pour les automobiles. Son frère Henri, resté dans l'ombre, lui survit huit années.
Sa sépulture se trouve au cimetière du Père-Lachaise, à Paris (92e division).

## Victoires personnelles[5]
- 1901 : kilomètre lancé et mille départ arrêté de la terrasse de Deauville (Coupe de l'Auto-Vélo) ;
- 1901 à 1903 : Coupe Rothschild du kilomètre départ lancé, dans le cadre de la Semaine -ou Quinzaine- de Nice[6],[7] ;
- 1902 : Coupe de Caters (Quatre Chemins), sur Serpollet steamer 20 hp (course de côte sur la route de la Corniche, à la Semaine automobile de Nice) ;
- 1902 : kilomètre de Bexhill-on-Sea, sur Serpollet steamer 20 hp[8] ;
- 1902 : Course du kilomètre lancé au bois de Boulogne (devant le Chah d'Iran)[9] ;
- 1904 : Course de côte de Val-Suzon (Dijon), sur Serpollet steamer 9 hp.

(autres participations : Paris-Bordeaux-Paris en 1895 et Paris-Berlin en 1901, également 2e du concours de Laffrey de l'AC Dauphinois dont il est membre en 1902.)
Les voitures Gardner-Serpollet steamer aussi remportent plusieurs courses de côte en Angleterre entre 1902 (1) et surtout 1903 (5), ainsi qu'en France celles de Gaillon notamment, en 1902 à deux reprises entre les mains d'Hubert Le Blon. La première victoire en courses de côte est à attribuer à Barbereau en 1901, un 24 novembre lors de la première des deux courses de côte de Monrepos (Bordeaux), pilote y récidivant quelques jours plus tard toujours sur sa Gardner-Serpollet 6 hp steamer.

## Hommage
Un square Léon-Serpollet a été créé en 1991 à la place de son atelier dans le 18e arrondissement de Paris.

## Automobiles Serpollet

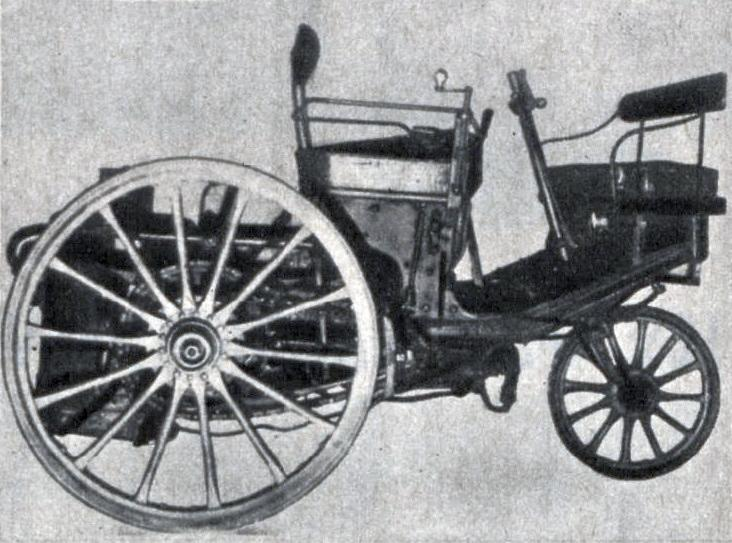
Le tricycle à vapeur Serpollet type Phaëton de 1888.
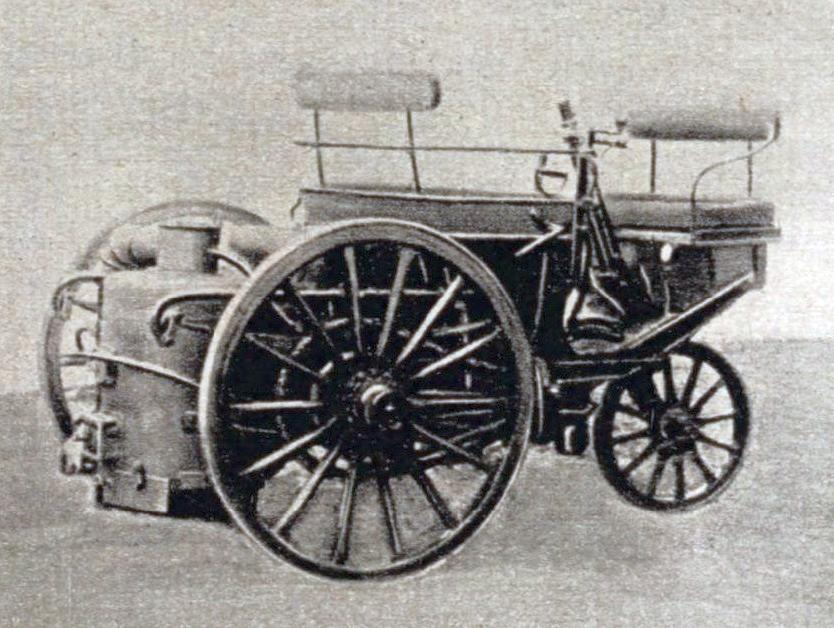
Le même, vu sous un autre angle.
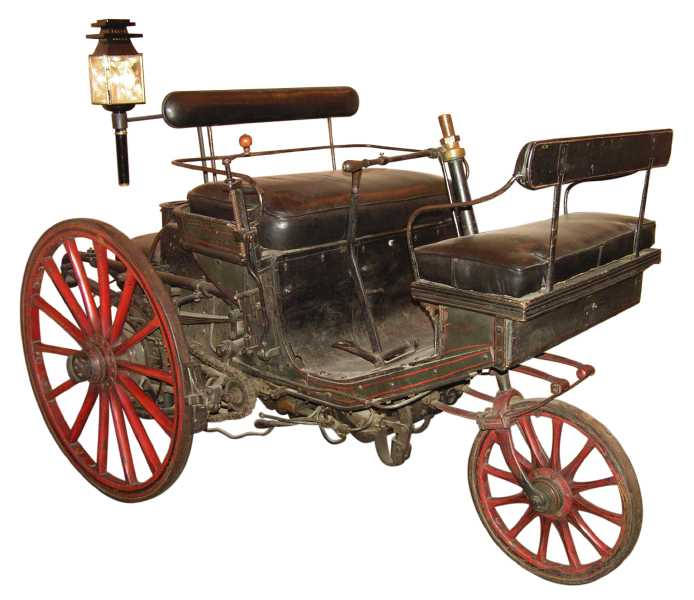
Même modèle de tricycle Serpollet type Phaëton à vapeur, avec éclairage (1888).
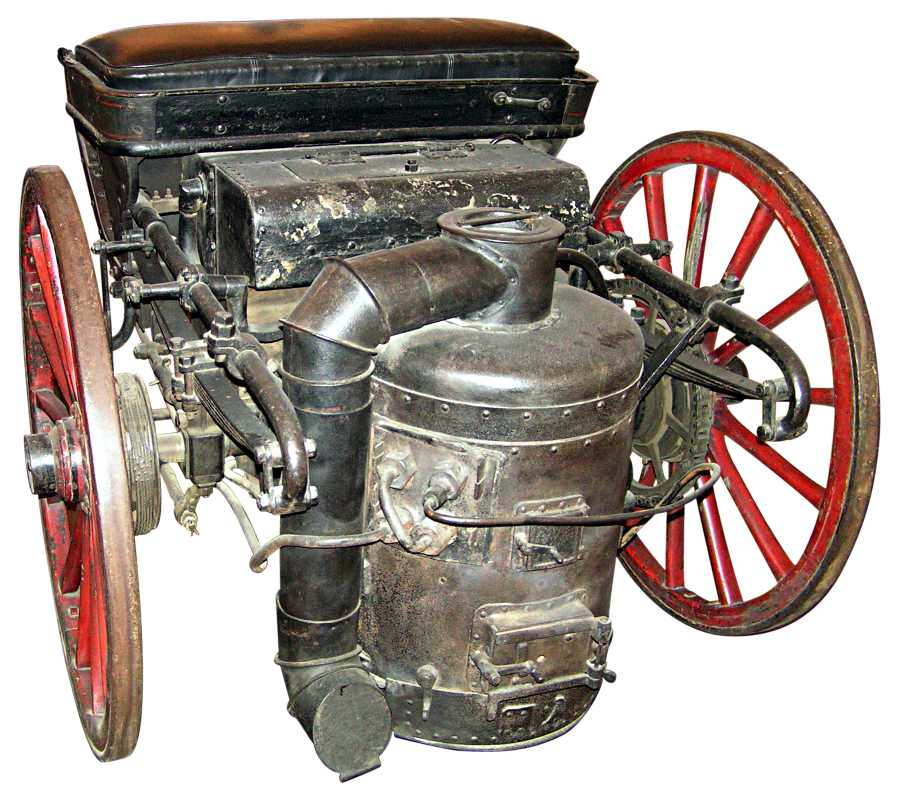
Son moteur arrière, dû à Serpollet lui-même (1888).
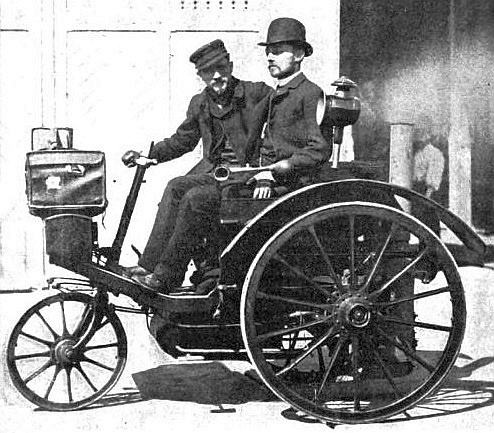
Léon Serpollet et Ernest Archdeacon, lors du premier trajet automobile (en tricycle) Paris-Lyon en 1890.
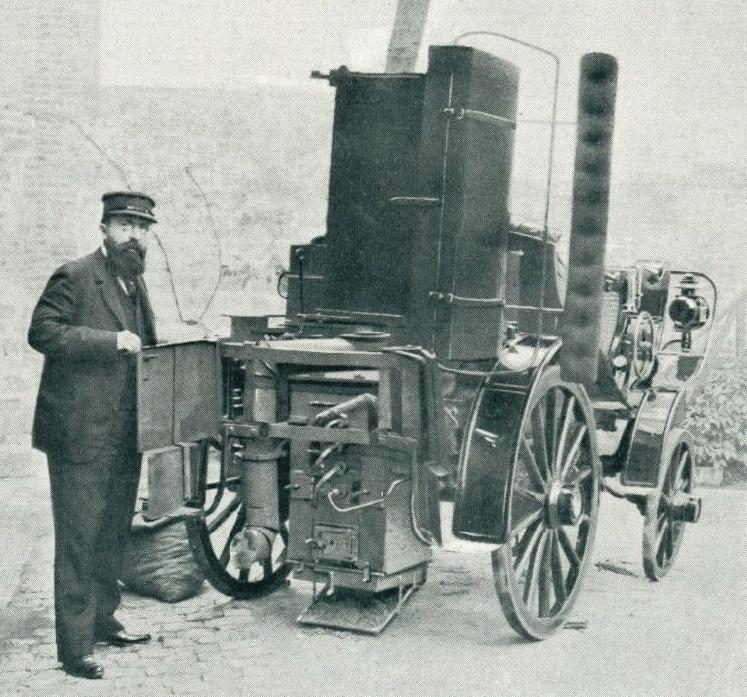
La plus ancienne voiture à vapeur Serpollet à quatre roues vendue (vers 1893).

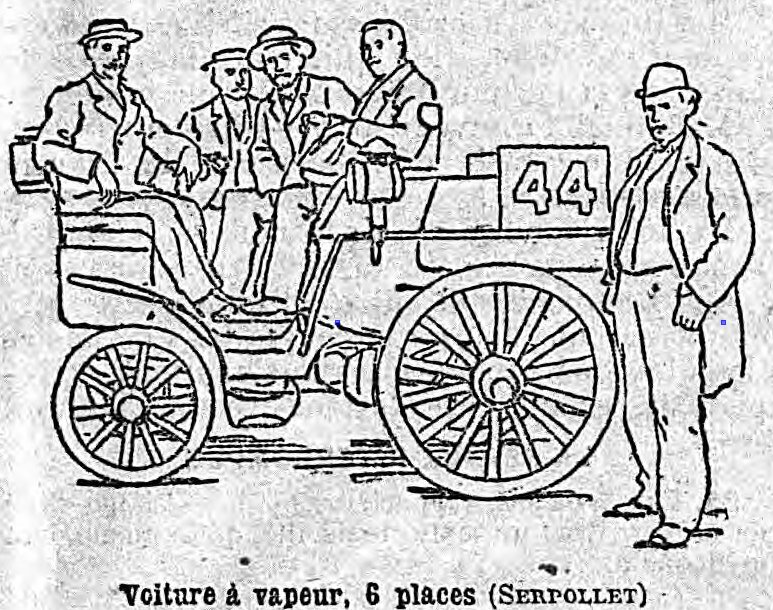
Serpollet voiture à vapeur. De Prandiéres n'a pas terminé. Concours du 'Petit Journal' Les Voitures sans Chevaux, Paris-Rouen. Le Petit Journal 22 juillet 1894
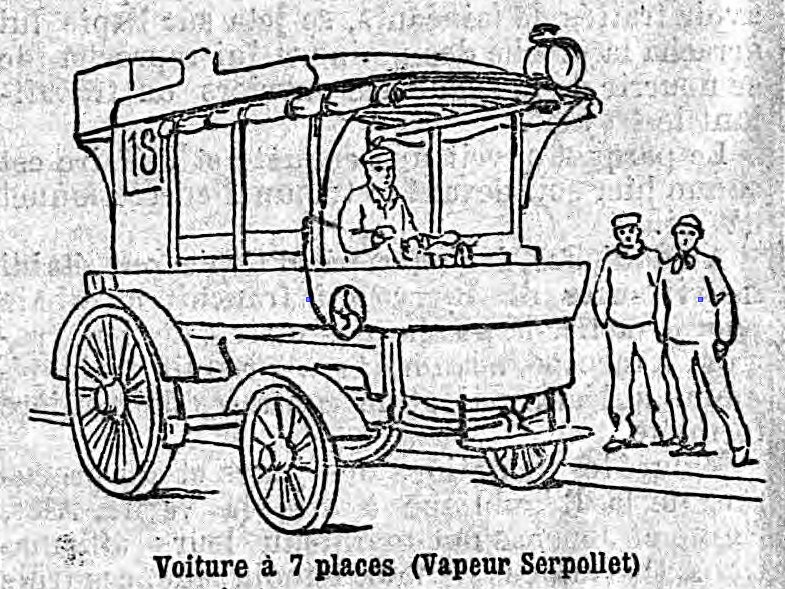
Serpollet voiture à vapeur avec 7 places. Ernest Archdeacon termine 16e. Concours du 'Petit Journal' Les Voitures sans Chevaux, Paris-Rouen. Le Petit Journal 22 juillet 1894
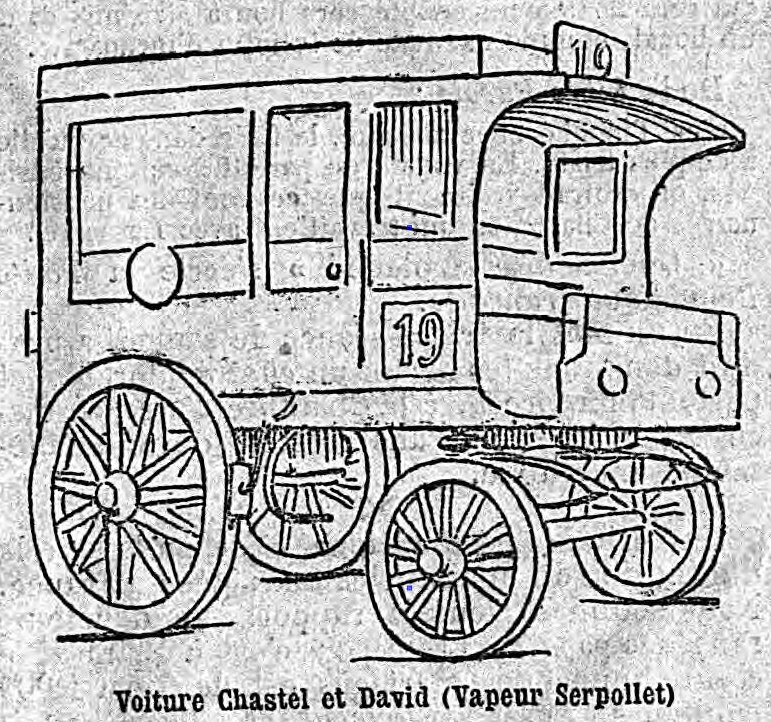
Chastel et David Serpollet voiture à vapeur. Étienne le Blant n'a pas terminé. Concours du 'Petit Journal' Les Voitures sans Chevaux, Paris-Rouen. Le Petit Journal 22 juillet 1894

- Serpollet
 voiture à vapeur.
De Prandiéres n'a pas terminé.
Concours du 'Petit Journal' Les Voitures sans Chevaux, Paris-Rouen.
Le Petit Journal
 22 juillet 1894
- Serpollet 
voiture à vapeur avec 7 places.
Ernest Archdeacon termine 16e.
Concours du 'Petit Journal' Les Voitures sans Chevaux, Paris-Rouen.
Le Petit Journal 
 22 juillet 1894
- Chastel et David Serpollet 
voiture à vapeur.
Étienne le Blant n'a pas terminé.
Concours du 'Petit Journal' Les Voitures sans Chevaux, Paris-Rouen.
Le Petit Journal 
 22 juillet 1894

Gardner-Serpollet (steam) 5 HP Double phaéton (1900) lors de la course de vieilles voitures Londres-Brighton 2010.
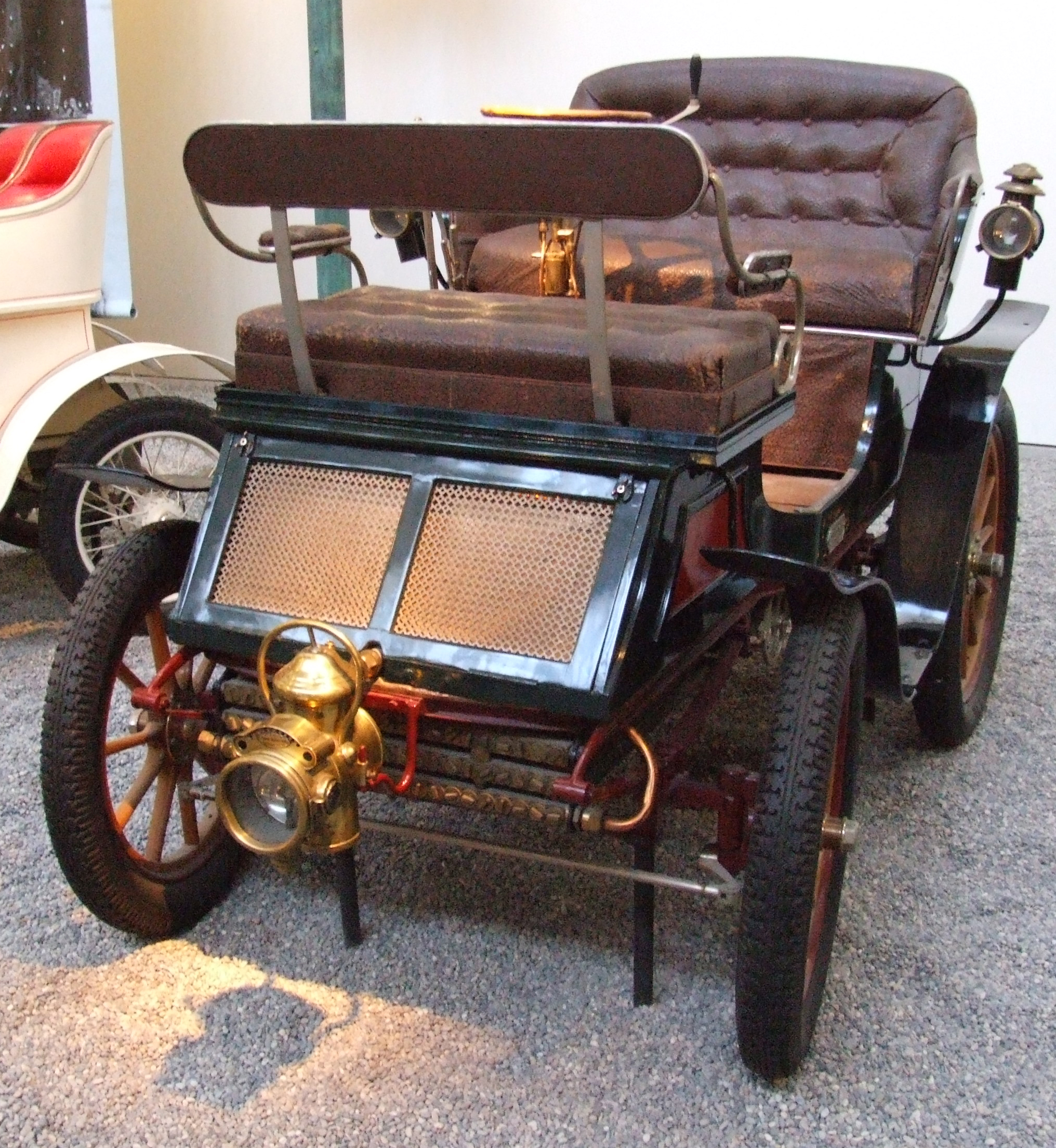
Serpollet Vis-à-Vis Type D (1901), collection Schlumpf (Mulhouse).
Serpollet Double Phaéton Type A (1902), collection Schlumpf (Mulhouse).
Serpollet Biplace Course Type H (1902), participante de la Course automobile Paris-Madrid.

## Automotrices Serpollet

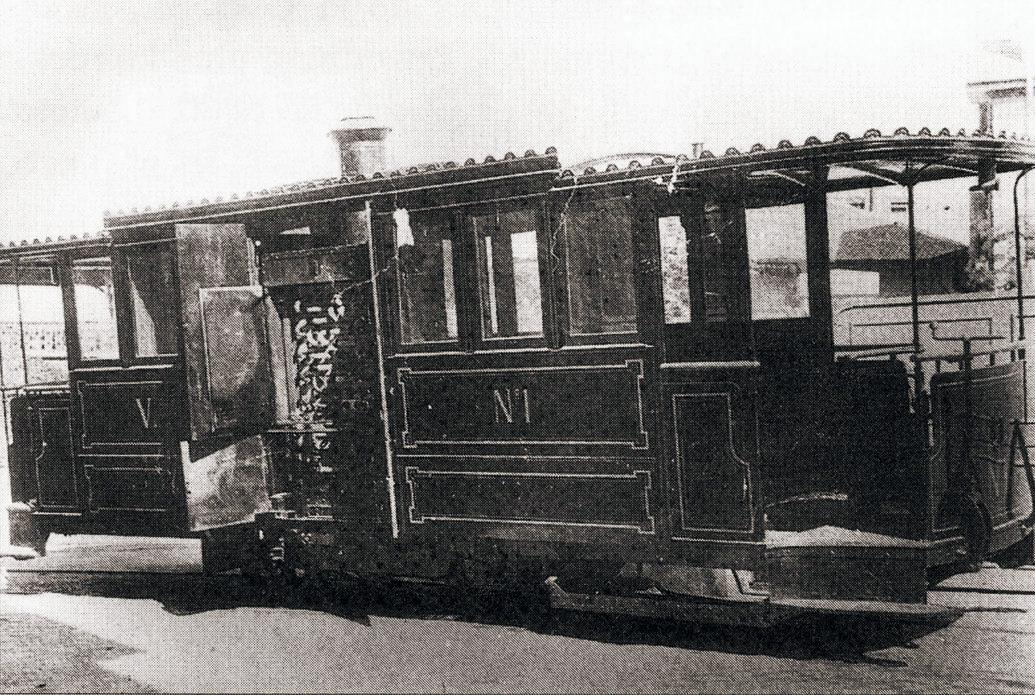
Automotrice Serpollet de la Société genevoise des chemins de fer à voie étroite (VE).

## Voir aussi

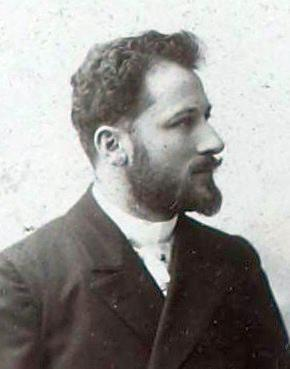
Léon Serpollet vers 1900.